# Bernat Vanaclocha
Bernat Vanaclocha Sánchez, (Mieres, 16 de abril de 1998) es un jugador de baloncesto español. Con 2.10 metros de estatura, juega en la posición de pívot en el Eisbären Bremerhaven de la ProA, la segunda división de Alemania.

## Trayectoria
Formado en la cantera del Oviedo Club Baloncesto e internacional en las categorías inferiores de la selección española. Tras trasladarse a Valencia, formaría parte de los equipos de formación del Club Bàsquet Alginet y del UP Bàsquet Gandía.
En verano de 2015, daba el salto desde el modesto UPB Gandia a la cantera del Movistar Estudiantes, donde comenzó alternando el equipo junior con el filial de la liga EBA, ayudando al equipo en tareas reboteadoras y defensivas.
En la temporada 2016-17, alterna el equipo de la Liga EBA con el de la Liga ACB, teniendo algunos minutos en el primer equipo del Club Baloncesto Estudiantes.
En la temporada 2020-21, se compromete con el Albacete Basket de la Liga LEB Plata.
En la temporada 2021-22, firma por el Club Bàsquet Alginet de la Liga LEB Plata, con el que participa en 11 partidos.
El 9 de enero de 2022, firma por el Erdgas Ehingen de la ProA, la segunda división de Alemania.
El 28 de julio de 2022, firma por el Eisbären Bremerhaven de la ProA, la segunda división de Alemania.

## Internacional
- 2016. España. Mundial Sub-18 3x3, en Astana (Kazajistán).
- 2016. España. Europeo Sub-18, en Samsun (Turquía).